# Mont Rouge
Mont Rouge är en bergstopp i Schweiz.   Den ligger i distriktet Conthey och kantonen Valais, i den sydvästra delen av landet, 90 km söder om huvudstaden Bern. Toppen på Mont Rouge är 2 491 meter över havet, eller 27 meter över den omgivande terrängen. Bredden vid basen är 0,11 km.
Terrängen runt Mont Rouge är huvudsakligen mycket bergig. Närmaste större samhälle är Sion, 8,0 km norr om Mont Rouge. 
I omgivningarna runt Mont Rouge växer i huvudsak blandskog. Runt Mont Rouge är det ganska glesbefolkat, med 22 invånare per kvadratkilometer.